# Trunkener Sommer
Trunkener Sommer (Originaltitel: Grozdanin Kikot) ist ein Roman des jugoslawischen Schriftstellers Hamza Humo aus dem Jahr 1927.

## Handlung
Der Roman erzählt die Geschichte von Ozren, der den Sommer mit seinen Eltern in deren Landhaus in einem bosnischen Tal verbringt. Ozren schildert die Schönheit der Landschaft und das Leben der Landbevölkerung, etwa bei der Weinlese oder beim gemeinsamen Trinken und Singen in der Schenke des Dorfes Koravac.
Er beginnt eine Liebesbeziehung zu der Witwe Ivanka, zu der er sich mehrmals nachts ins Haus schleicht. Der Kontakt zu ihr wird aber immer seltener, je mehr er sich Grlica annähert: ein armes junges Mädchen, das mit ihrer Mutter zusammenlebt und, eine Ziege hütend, auf den Wiesen und im Wald immer wieder auf Ozren trifft. Jure, der Sohn des Bürgermeisters, erfährt von der sich anbahnenden Beziehung der beiden. Ozren nimmt Jure als Gefahr wahr und bedroht ihn, doch Grlica nimmt ihm das Versprechen ab, Jure nichts zu tun.
Ozren erzählt Grlica die Geschichte von dem Liebespaar Grozdan und Grozdana: Laut einer Legende war Grozdana eine Fürstentochter, die in den Bauernsohn Grozdan verliebt war. Da die beiden nicht zusammen sein durften, machte eine Zauberin die beiden unsichtbar, und seitdem hört man manchmal in den Wäldern und Weinbergen die beiden lachen, streiten und sich lieben. In seinen Tagträumen begegnet Ozren den beiden immer wieder, und sie werden im Verlauf des Romans zu Symbolfiguren für Sinnlichkeit und Lebensfreude.
Ozren verbringt viel Zeit allein durch das Tal streifend oder am Fluss, wo er mit seinem Onkel Krnjo Fische fängt. Immer wieder trifft er auf Svrzimantija, seinen besten Freund im Dorf. Ozren macht sich um ihn Sorgen, da er einsam ist, zu viel trinkt und sein Haus verfallen lässt. Eines nachts träumt Ozren, Svrzimantija würde sich das Leben nehmen.
Je mehr der Sommer sich dem Ende neigt, umso wehmütiger wird Ozrens Stimmung. Da geschieht etwas Schreckliches: Grlica wird von Jure vergewaltigt. Er wird von Gendarmen festgenommen, und sie scheint durch dieses Trauma den Verstand verloren zu haben und erkennt Ozren nicht wieder. Wenige Tage später nimmt sie sich durch einen Sprung von einem Felsen in den Fluss das Leben.
Der Herbst kommt, und bald kehrt Ozren mit seinen Eltern in die Stadt zurück. traurig verabschiedet er sich vom Sommer, vom Tal und den Menschen darin. Er hofft auf den nächsten Frühling und lässt am Tag der Abfahrt das Dachfenster offen, damit dann auch die Schwalben zurückkehren und ihre Nester wiederfinden.

## Stil und Form
Der Roman ist in 44 kurze Kapitel unterteilt. Die Geschichte wird von Ozren als Ich-Erzähler wiedergegeben, und zwar chronologisch vom Frühling bis zum Anbruch des Herbstes und Ozrens Abreise. Stilistisch ist der Roman von bilderreichen, impressionistisch anmutenden Naturbeschreibungen sowie von der Vermischung von Fantasie und Realität geprägt.

## Ausgaben
Die Originalausgabe des Romans erschien 1927 im Verlag S. B. Cvijanović. Die deutsche Übersetzung von Manfred Jähnichen erschien 1958 bei Rütten & Loening (illustriert von Horst Bartsch), Lizenzausgaben folgten 1961 in der Bibliothek Suhrkamp (illustriert von Gunter Böhmer), 1966 in der bb-Reihe des Aufbau-Verlags sowie 1987 beim Svjetlost Verlag in Sarajewo. Weitere Übersetzungen erschienen in englischer und ungarischer Sprache.